# Liste des interstates en Idaho
Les autoroutes inter-États en Idaho sont les segments du réseau d'autoroutes inter-États se trouvant en Idaho. Elles sont entretenues par le Idaho Transportation Department (ITD). L'État compte quatre autoroutes principales et une auxiliaire.

## Liste des autoroutes principales
| Numéro | Longueur (mi) | Longueur (km) | Terminus sud / ouest                                     | Terminus nord / est                           | Créée | Notes                        |
| ------ | ------------- | ------------- | -------------------------------------------------------- | --------------------------------------------- | ----- | ---------------------------- |
| I-15   | 196,00        | 315,43        | I-15 à la frontière de l'Utah                            | I-15 à la frontière du Montana                | 1957  |                              |
| I-84   | 275,65        | 443,62        | I-84 à la frontière de l'Oregon                          | I-84 à la frontière de l'Utah                 | 1980  | Désignée I-80N jusqu'en 1980 |
| I-86   | 62,85         | 101,15        | I-84 / US 30 près de Declo                               | I-15 à Chubbuck                               | 1978  | Désignée I-15W jusqu'en 1978 |
| I-90   | 73,89         | 118,91        | I-90 à la frontière de l'État de Washington à State Line | I-90 à la frontière du Montana à Lookout Pass | 1957  |                              |
|        |               |               |                                                          |                                               |       |                              |

## Liste des autoroutes auxiliaires
| Numéro | Longueur (mi) | Longueur (km) | Terminus sud / ouest | Terminus nord / est   | Créée | Notes |
| ------ | ------------- | ------------- | -------------------- | --------------------- | ----- | ----- |
| I-184  | 3,62          | 5,83          | I-84 / US 30 à Boise | US 20 / US 26 à Boise | 1979  |       |
|        |               |               |                      |                       |       |       |